# Paul Dolan
Kenneth Paul Dolan (Ottawa, Ontario, 1966. április 16. – ) kanadai válogatott labdarúgókapus. 

## Pályafutása

### Klubcsapatban
Ottawában, Ontárióban született. 1986-ban az Edmonton Brick Men csapatában kezdte a pályafutását. 1987 és 1988 között az amerikai tacoma Starsban játszott teremben. 1988-ban a Vancouver 86ers-ben szerepelt. 1988-tól 1990-ig a Hamilton Steelers csapatát erősítette. 1990 és 1998 között a Vancouver 86ers kapuját védte. 

### A válogatottban
1984 és 1997 között 53 alkalommal szerepelt a kanadai válogatottban. Tagja volt az 1985-ös CONCACAF-bajnokságon aranyérmet szerző csapatnak. Részt vett az 1986-as világbajnokságon, ahol a Franciaország elleni csoportmérkőzésen kezdőként lépett pályára. Magyarország és a Szovjetunió ellen a cserepadon foglalt helyet. Játszott az 1991-es és az 1996-os CONCACAF-aranykupán is.

## Sikerei, díjai
Kanada
- CONCACAF-bajnokság győztes (1): 1985